# Verzekerde som (Nederland)
De verzekerde som of het verzekerd bedrag komt voor bij sommenverzekeringen en vrijwel alle schadeverzekeringen. De verzekerde som wordt bij aanvang van de verzekering overeengekomen tussen de verzekeraar en de verzekeringnemer. De verzekerde som is volgens het Burgerlijk Wetboek het hoogste bedrag waarvan de verzekeraar als gevolg van eenzelfde voorval tot uitkering kan worden verplicht.

## Functies
De verzekerde som heeft drie functies:
- het bedrag is waarvoor de verzekerde zijn belang wenst te dekken;
- het maximum aangeeft tot waar schade wordt vergoed;
- het bedrag aangeeft waarover de premie wordt berekend.

## Vermelding
Sinds 2006 zijn verzekeraars niet meer verplicht de verzekerde som op het polisblad te vermelden. Uit praktische overwegingen staat de verzekerde som doorgaans op het polisblad vermeld.

## Vergoeding van schade
Bij een schade van enige omvang wordt vastgesteld of de verzekerde som wel in overeenstemming is met de waarde van het verzekerde object. Hierbij kan onder-, over- of dubbele verzekering worden geconstateerd. Dit kan gevolgen hebben voor de schade-uitkering.

### Onderverzekering
Bij onderverzekering is de verzekerde som lager dan de werkelijke waarde. In de wet is bepaald dat een verzekeraar niet tot meer schadevergoeding kan worden verplicht dan het bedrag van de verzekerde som. De wet schrijft ook voor dat de schade-uitkering in dit geval naar evenredigheid plaats moet vinden.
De uitkering wordt berekend aan de hand van de volgende formule:
{\displaystyle uitkering={\frac {verzekerde_{-}som}{werkelijke_{-}waarde}}\times schadebedrag}
voorbeeld
Iemand heeft zijn huis verzekerd voor € 150.000,--. De schade bedraagt € 10.000,--. Na controle 
 van het verzekerd bedrag blijkt dat de werkelijke waarde € 200.000,-- bedraagt. Na toepassing van 
 bovenstaande formule:
{\displaystyle uitkering={\frac {150000}{200000}}\times 10000}
kan worden geconstateerd dat de schade-uitkering € 7.500,-- bedraagt.
Van de schade blijft € 2.500,-- voor rekening van de verzekerde. De verzekerde som was € 50.000,-- te laag waardoor er ook evenredig minder premie is betaald

### Oververzekering
Van oververzekering is sprake wanneer de verzekerde som hoger is dan de werkelijke waarde. Aangezien de wet heeft bepaald dat een verzekerde na een schade niet in een betere positie mag komen te verkeren (het indemniteitsbeginsel), wordt schade-uitkering begrensd tot de werkelijke waarde. Elke schade wordt volledig vergoed, maar de verzekerde ontvangt nooit meer dan de werkelijke schade.

### Dubbelverzekering
Van dubbelverzekering (ook wel meervoudige verzekering of samenloop genoemd) is sprake wanneer dezelfde schade door meer dan één verzekering wordt gedekt. Net als bij oververzekering geldt ook hier dat de verzekerde niet in een betere positie mag komen te verkeren. Tenzij de polisvoorwaarden iets anders bepalen, mag de verzekerde zelf uitmaken welke verzekeraar hij tot schadevergoeding aanspreekt. De verzekeraars hebben vervolgens onderling verhaalsrecht, naarmate waarin zij hadden kunnen worden aangesproken als de andere verzekering niet zou bestaan..
Dubbelverzekering kan voorkomen indien er twee dezelfde verzekeringen voor hetzelfde object of gebeurtenis zijn afgesloten. Vaker komt het voor dat er twee verschillende verzekeringen zijn die dekking bieden. Klassiek voorbeeld is de reisverzekering, waarbij geneeskundige kosten zijn meeverzekerd. De (verplichte) zorgverzekering biedt ook dekking tijdens reizen.
voorbeeld
Iemand overkomt tijdens zijn wintersportvakantie een ski-ongeluk. De gebroken pols kon snel worden behandeld in een Oostenrijks ziekenhuis. De nota van het ziekenhuis wordt ingediend bij de reisverzekeraar. De reisverzekeraar is, als eerst aangesproken verzekeraar, verplicht de schade te vergoeden. Na uitbetaling van de schade neemt de verzekeraar contact op het de zorgverzekeraar. Van de totale nota neemt elke verzekeraar 50% voor zijn rekening.
"Mits niet elders gedekt"-clausule
Verzekeraars kunnen een "Mits niet elders gedekt" clausule (ook wel na-u clausule genoemd) in de polisvoorwaarden opnemen. De bedoeling van deze clausule is geen dekking te verlenen als de schade wel onder een andere verzekering wordt gedekt. Op deze manier wordt van de wettelijke verdeling afgeweken en wordt de keuzevrijheid van de verzekerde beperkt. Als bij beide verzekeringen een dergelijke bepaling geldt dan vallen de beide clausules weg. De wettelijke verdeling is dan weer van toepassing.

## Premier-risque
De hoogte van de verzekerde som kan niet altijd van tevoren worden bepaald. Ook kan het voorkomen dat de kans erg klein is dat het hele verzekerde object verloren gaat. Denk in het eerste geval aan aansprakelijkheidsverzekeringen: van tevoren kan de omvang van de aan derden veroorzaakte schade niet worden vastgesteld. In het tweede geval zal er veelal sprake zijn van een bedrijfsmatige verzekering. Als voorbeeld: de kans dat de hele voorraad handelsgoederen van Vroom & Dreesmann in één keer verloren gaat is dermate klein dat niet de hele handsvoorraad verzekerd hoeft te worden. In de geschetse voorbeelden (Aansprakelijkheidsverzekeringen en Vroom & Dreesmann) is er sprake van een verzekering op basis van "premier-risque": de verzekerde som is gemaximaliseerd. Bij een premier-risqueverzekering gelden de regels van onderverzekering niet: het uit te keren bedrag is maximaal de verzekerde som.